# November 1994
Dit artikel geeft een chronologisch overzicht van alle belangrijke gebeurtenissen per dag in de maand 
november van het jaar 1994.

## Gebeurtenissen

### 2 november
- Deventer heeft een miljoen gulden verlies geleden bij beursspeculaties. In het voorgaand jaar boekte de gemeente zes miljoen gulden koerswinst.

### 3 november
- Een 25-jarige Bosnische man kaapt een binnenlandse vlucht van een Noors verkeersvliegtuig. HIj geeft zich in de avonduren over. Het SAS-toestel was onderweg van het noordelijke Bardufoss naar Oslo.
- D66, PvdA en GroenLinks drukken het Nederlandse kabinet op het hart Iran vooralsnog te blijven beschouwen als een land dat in beginsel onveilig is voor uitgeweken Iraanse asielzoekers.
- De studentenbonden LSVb en ISO breken het overleg met minister Jo Ritzen van Onderwijs af, omdat hij "liegt en onbetrouwbaar is".
- Red Hat Linux 1.0 wordt uitgebracht.
- Bobsleeër Rob Geurts kan zijn sportcarrière voorlopig voortzetten. De kantonrechter in Utrecht besluit hem in een kort geding zijn slee met onmiddellijke ingang terug te geven.

### 4 november
- De Chinese premier Li Peng onderstreept op de laatste dag van zijn vijfdaags bezoek aan Zuid-Korea dat China een naaste bondgenoot zal blijven van het communistische Noord-Korea.
- Bosnisch-Servische politici en militaire bevelhebbers besluiten de oorlogstoestand af te kondigen in alle door hen beheerste gebieden van Bosnië-Herzegovina.
- Het Vlaamse dagblad Het Volk (oplage 125 duizend exemplaren) wordt overgenomen door de Vlaamse Uitgeversmaatschappij (VUM), de eigenaar van De Standaard, Het Nieuwsblad en De Gentenaar.
- De Limburgse snackfabrikant Mora komt volledig in handen van Unilever. Het Rotterdamse levensmiddelenconcern bereikt hierover een akkoord met meerderheidsaandeelhouder en directeur van het bedrijf.

### 5 november
- In zijn huis in een voorstad van Pretoria wordt Johan Heyns vermoord, de hervormingsgezinde vicevoorzitter van de Broederbond.
- In het noorden van Rusland heeft zich volgens Greenpeace een nieuwe ernstige olielekkage voorgedaan. Volgens de milieuorganisatie is ongeveer dertienduizend ton olie weggestroomd uit een verroeste oliepijpleiding die onlangs al voor een olieramp zorgde.
- George Foreman is de nieuwe wereldkampioen zwaargewicht boksen. Hij wint de titels van de Wereld Boks Federatie (WBA) en van de Internationale Boks Federatie (IBF) door in Las Vegas wereldkampioen Michael Moorer knock-out te slaan.
- Johan Boonstra wint in Assen de wintertriatlon. De atleet uit Gasteren is na 20 kilometer lopen, 100 kilometer fietsen en 40 kilometer schaatsen bijna tien minuten sneller dan Harco Schaafsma en Jan van Baar, die respectievelijk als tweede en derde de finish bereikten.

### 6 november
- Na afloop van de uitzending van het VPRO-televisieprogramma Plantage wordt de theaterredacteur van de Volkskrant, Hein Janssen, mishandeld. In de foyer van de studio vergast acteur Carol van Herwijnen hem op een gewelddadige reactie op zijn bespiegelingen over toneel en toneelkritiek gedaan tijdens de uitzending.
- Ruim vierduizend mensen planten een boom op een plek waar Schiphol zijn vijfde landingsbaan wil aanleggen. De bomen staan in het 'Bulderbos' van de Vereniging Milieudefensie aan de IJweg in Vijfhuizen.
- Iraanse troepen vuren vier Scud-raketten af op de grootste basis van de Iraanse verzetsbeweging in Irak.
- Pakistaanse paramilitaire troepen maken na hevige gevechten een eind aan de drie dagen durende bezetting van het vliegveld Saidu Sharif in Noordwest-Pakistan door islamitische fundamentalisten.

### 7 november
- President Boris Jeltsin van Rusland kondigt maatregelen af om de handel in waardepapieren aan banden te leggen. De maatregelen volgen op een reeks financiële debacles, waaronder het schandaal rond het MMM-concern, die het vertrouwen van de Russische beleggers sterk hebben aangetast.
- Ingvar Kamprad, de oprichter en directeur van de Zweedse meubelgigant IKEA, heeft in de Tweede Wereldoorlog contacten gehad met een pro-nazigroep in Zweden. In een vraaggesprek met een avondblad bevestigt de 68-jarige Kamprad dat hij tussen 1945 en 1948 heeft deelgenomen aan vergaderingen van de beweging Nysvenska (Nieuw Zweden).
- De Engelse voetbalinternational Paul Gascoigne wordt in Londen voor de tweede keer geopereerd aan een dubbele beenfractuur.
- Edwin Gorter moet bij de tuchtcommissie van de KNVB tekst en uitleg geven over de priemende vinger waarmee hij een dag eerder in het competitieduel FC Utrecht-PSV zijn Eindhovense tegenstander Björn van der Doelen in het oog stak.

### 8 november
- De TROS gaat onderzoeken of er samen met RTL een commerciële omroep kan worden begonnen.
- Jonas Savimbi, de leider van de Angolese guerrillabeweging Unita, weigert het vredesverdrag met de regering te ondertekenen, tenzij het MPLA-leger de belegering van de stad Huambo opgeeft.
- De Publiekprijs voor het Nederlandse Boek is toegekend aan Tessa de Loo voor haar roman De Tweeling. De prijs, waaraan een bedrag van vijftienduizend gulden is verbonden, wordt in Amsterdam aan haar uitgereikt.
- De officiële Nederlandse presentatie op de Biennale van Venetië zal worden verzorgd door drie vrouwelijke beeldend kunstenaars. De Mondriaan Stichting, verantwoordelijk voor de inzending, heeft dinsdag besloten Marlene Dumas, Maria Roosen en Marijke van Warmendam af te vaardigen naar de biennale, die in juni 1995 plaatsvindt.

### 9 november
- De Maastrichtse eredivisieclub MVV treft een schikking met het Openbaar Ministerie in een zwartgeldaffaire. Het bestuur, directeur en de stichting benadrukken in een officiële verklaring dat met het aanvaarden van een financiële regeling geen schuld wordt bekend.
- Een van de kopstukken van extreemrechts in Duitsland, de acteur en journalist Bela Althans, wordt gearresteerd, omdat hij de massamoord op joden door de nazi's in de Tweede Wereldoorlog ontkent.
- Een derde minister uit de Franse regering-Balladur dreigt te moeten aftreden wegens betrokkenheid bij een corruptieschandaal. Volgens het satirisch weekblad Le Canard enchaîné heeft de minister van Ontwikkelingssamenwerking, Michel Roussin, in 1992 ongeveer tachtigduizend gulden aan smeergeld aangenomen.
- De sluiting van de opvang voor verslaafden Perron Nul bij het Rotterdamse Centraal Station is uitgesteld.
- Zeker achttien middelbare scholen in Noord-Brabant, Zeeland en Limburg krijgen een boek opgestuurd waarin de Holocaust wordt ontkend. Het boek komt van de vereniging 'Vrij Historisch Onderzoek' uit Antwerpen.

### 10 november
- Prins Bernhard ontkent dat hij van mening is dat Duitsers moeten worden uitgenodigd voor de dodenherdenking en de viering van de bevrijding op 4 en 5 mei.
- De Servische autoriteiten in Bosnië bereiden maatregelen voor die de discipline moeten vergroten. Het parlement vergadert over het uitroepen van de staat van oorlog.
- De KNVB-tuchtcommissie schorst Edwin Gorter, spelmaker van FC Utrecht, voorlopig. Hij stak in het duel tegen PSV Eindhoven zijn tegenstander Björn van der Doelen met een vinger in het rechteroog.
- Voetballer Patrick Kluivert van AFC Ajax is de enige nieuweling in de selectie van zestien spelers, die zijn opgeroepen door bondscoach Dick Advocaat voor het duel tegen Tsjechië.

### 11 november
- De Amsterdamse pornokoning Charles G. wordt op borgtocht vrijgelaten. Hij deponeert een miljoen gulden in contanten, de hoogste borgsom die ooit in Nederland is betaald.
- De koopkracht van de huishoudens met een inkomen rond het sociaal minimum daalde in 1993 met ongeveer 4 procent, blijkt uit het jaarlijkse koopkrachtonderzoek van de vakcentrale FNV en de Dienst Sociale Zaken en Werkgelegenheid van de gemeente Rotterdam.
- Royal Dutch Shell kondigt opnieuw een reorganisatie aan. Ruim tweehonderd van de 938 banen moeten vervallen bij SCIS, Shell Common Information Services.
- Het Zuid-Afrikaanse parlement gaat akkoord met een wet die duizenden zwarten het recht geeft hun stukken grond op te eisen waarvan ze onder het apartheidsbewind, vaak met geweld, zijn verdreven.

### 12 november
- Wilma Rudolph, de drievoudige olympische sprintkampioene van 1960, overlijdt op 54-jarige leeftijd in haar woonplaats Nashville aan kanker.
- Michel Roussin treedt af als minister van Ontwikkelingssamenwerking. Hij is daarmee de derde bewindsman die in korte tijd uit het Franse kabinet-Balladur is verdwenen op verdenking van het aannemen van steekpenningen.

### 13 november
- Een referendum in Zweden wijst uit dat de Zweden zich willen aansluiten bij de EU.
- De Britse regering wordt in de krant The Observer ervan beschuldigd met behulp van ontwikkelingsgeld een grote wapenorder uit Indonesië te hebben binnengehaald.
- De Duitser Michael Schumacher wint in het Australische Adelaide de wereldtitel in de Formule 1. De autocoureur van Benetton en zijn rivaal, Damon Hill uit Engeland, komen met elkaar in botsing en kunnen de race niet uitrijden. De laatste Grand Prix van het seizoen levert een zege op voor de Britse oud-wereldkampioen Nigel Mansell.
- Bruce Grobbelaar, door de Engelse krant The Sun beschuldigd van omkooppraktijken in de League, wordt gedurende de wedstrijd van zijn land Zimbabwe tegen Zaïre (2-1) luid bejubeld door de eigen aanhang. Zimbabwe won in Harare door doelpunten van Adam en Peter Ndlovu.

### 14 november
- In Irak worden de mensenrechten nog steeds "op ernstige wijze geschonden", concludeert VN-rapporteur voor de mensenrechten Max van der Stoel in zijn nog niet officieel gepubliceerde rapport, waarop het Franse persbureau AFP de hand heeft weten te leggen.
- De politie van PLO-voorzitter Yasser Arafat arresteert in de autonome Gazastrook de geestelijk leider van de Islamitische Jihad, sjeik Abdullah al-Shami (40).
- Leden van Milieudefensie houden op de Rotterdamse luchthaven Zestienhoven met een wielklem een vliegtuig van Air France op met aan boord Nederlandse en Deense Europarlementariërs.
- PvdA en D66, twee van de drie regeringsfracties in de Tweede Kamer, en de grootste oppositiepartij, het CDA, vinden dat er drie televisienetten voor de publieke omroep moeten blijven bestaan, óók als de TROS zou besluiten het bestel te verlaten.

### 16 november
- De eerste passagiers reizen door de Kanaaltunnel.
- inwerkingtreding van het VN-Zeerechtverdrag uit 1982. Kuststaten mogen hun territoriale wateren uitbreiden van 3 tot 12 zeemijlen, wat de meeste al lang hebben gedaan.
- Het Nederlands voetbalelftal speelt in De Kuip in Rotterdam met 0-0 gelijk tegen Tsjechië. Youri Mulder en Patrick Kluivert maken hun debuut voor de ploeg van bondscoach Dick Advocaat in het EK-kwalificatieduel.

### 20 november
- Haile Gebrselassie (43.00) en Liz McColgan (49.57) winnen de elfde editie van de Zevenheuvelenloop (15 kilometer).

### 22 november
- Brazilië bezet nog immer de eerste plaats op de FIFA-wereldranglijst. Nederland zakt naar de zesde plaats.

### 26 november
- Bisschopwijding van Tiny Muskens, bisschop van het bisdom Breda.

### 27 november
- Guntis Valneris uit Letland wint het WK dammen in Den Haag met 27 punten uit 19 partijen, Harm Wiersma eindigt met 25 punten op de tweede plaats.

### 29 november
- Een referendum in Noorwegen wijst uit dat de Noren zich niet willen aansluiten bij de EU.

### 30 november
- Twee journalisten, een loco-burgemeester, een gemeenteraadslid en een andere burger worden vermoord in Boufarik, een fundamentalistisch bolwerk dertig kilometer ten zuiden van Algiers.

<< · januari · februari · maart · april · mei · juni · juli · augustus · september · oktober · november · december · >>